# Loma Bonita, Vega de Alatorre
Loma Bonita är en ort i Mexiko.   Den ligger i kommunen Vega de Alatorre och delstaten Veracruz, i den sydöstra delen av landet, 260 km öster om huvudstaden Mexico City. Loma Bonita ligger 126 meter över havet och antalet invånare är 499.
Terrängen runt Loma Bonita är huvudsakligen kuperad, men norrut är den platt. Runt Loma Bonita är det ganska tätbefolkat, med 149 invånare per kvadratkilometer. Närmaste större samhälle är Misantla, 13,8 km sydväst om Loma Bonita. Omgivningarna runt Loma Bonita är en mosaik av jordbruksmark och naturlig växtlighet.